# Barra de Santo Antônio (kommun)
Barra de Santo Antônio är en kommun i Brasilien.   Den ligger i delstaten Alagoas, i den östra delen av landet, 1 500 km nordost om huvudstaden Brasília. Antalet invånare är 14 228.
Följande samhällen finns i Barra de Santo Antônio:
- Barra de Santo Antônio

Omgivningarna runt Barra de Santo Antônio är en mosaik av jordbruksmark och naturlig växtlighet. Runt Barra de Santo Antônio är det ganska tätbefolkat, med 90 invånare per kvadratkilometer.